# Edain

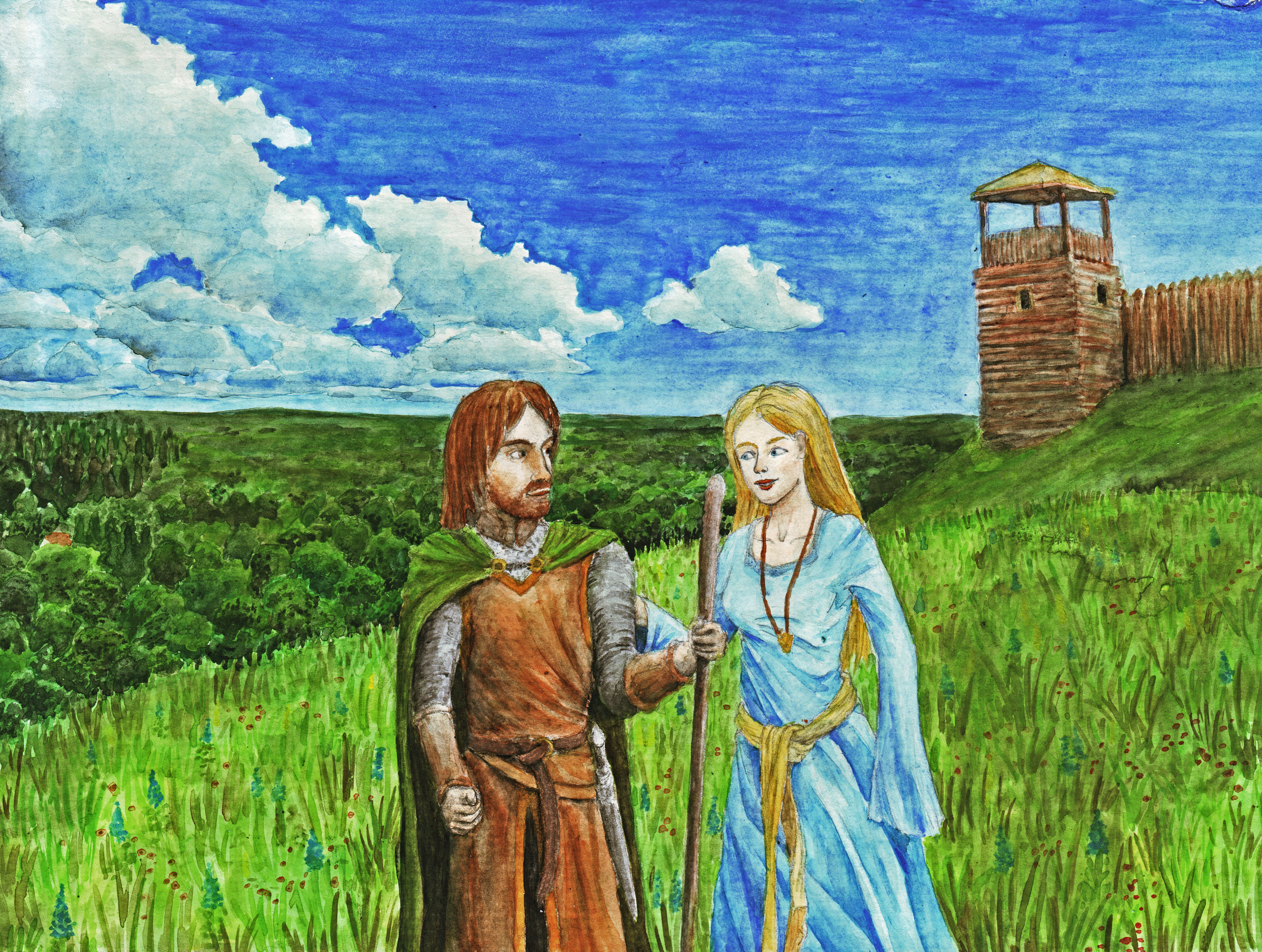
Haldir a Glóredhel u Amon Obelu - ilustrace Matěje Čadila

Edain (sg. Adan, quenijsky Atani, Druhorození) byli ti lidé v příbězích J. R. R. Tolkiena, kteří se vydali do Beleriandu a stali se přáteli elfů. Edain se dělí na Tři rody (Bëorovci, Haladin a Hadorovci). 
Přestože se původně označení Edain a Atani vztahovalo na celý lidský druh, postupně se vžilo užívat tyto výrazy pouze pro lidi ze Tří rodů. 

## První rod Edain
První rod Edain byl nejblíže spřízněn s třetím, jejich jazyky se podobaly a dlouhou část cesty vedly společně. Nejrozšířenější v tomto rodě byli potomci Bëora, a proto se tento rod často nazývá jako Bëorův. Ti se nejprve načas usadili u jezera Rhûn, ale poté přešli Mlžné a (většina) Modré hory, a dorazili do Ossiriandu. Tam je nalezl Finrod Felagund a vyvedl je z Ossiriandu do Estoladu, tábořiště. Tam rovněž nějaký čas dleli, než jim byl dán v léno Ladros na severozápad od Dorthonionu. Z něj vzešli mj. Beren a Húrinova manželka Morwen Eledhwen. Po Dagor Bragollachu však byla většina Prvního rodu povražděna, ženy a děti odvedla Emeldir Mužná do Dor-lóminu k Třetímu rodu, kdežto přežívající muži bojovali a byli vyhubeni. Na konci Prvního věku slunce splynuli s Třetím rodem v Númenorejce. Většina Věrných byla původem z Prvního rodu stejně jako většina Númenorejské populace Gondoru a Arnoru.
Příbuzní Prvního rodu žili především v severním Eriadoru, kde se v Hůrce smísili s Druhým rodem a hobity. Po založení Arnoru se Dúnadané a „protobëorovci“ smísili.
První rod je popisován jako černovlasý, šedooký, a nejvíce připomínající Noldor ze všech lidí.

## Druhý rod Edain
Druhý rod, nazývaný též Haladin, byl vzdáleněji příbuzný s ostatními rody, a mluvil jiným jazykem. Jeho příslušníci měli samotářskou povahu, a nevměšovali se do okolních věcí, pokud se to netýkalo jejich obrany. 
Když se dostali do Beleriandu, neodešli do Estoladu, ale místo toho se usadili v jižním Dor-Caranthiru. Tam byli přepadeni skřety, a byli by yhlazeni, nebýt statečného muže jménem Haldad a jeho dětí Haldara a Haleth. Ti ubránili svůj lid, a protože Haldad a Haldar zemřeli, vzali si Haleth za paní. Do té doby totiž neměli vládce, a žili sami ve svých komunitách. Pod jejím vedením se usadali v lese Brethil a střežil Brody přes Teiglin. Populace Haladin byla zdecimována po Pádu Doriathu a hrstka přeživších uprchla k Ústí Sirionu a poté odplula na Númenor. Všichni zřejmě zahynuli při Pádu Númenoru.
„Protohaladin“ ve Středozemi byla v Druhém věku značná populace. Žili v lesích, které později Númenorejci vyhladili, čímž také zdecimovali jejich populaci. Poslední Haladin, zdá se, žili v Hůrce, kde se mísili s „protobëorovci“ a hobity; a z lidu Haladin byli také Vrchovci, a potažmo skřeti Skurut-hai (vznikli zkřížením zlých lidí a skřetů). Ve druhém věku žili ještě „protohaladin“ v celém Gondoru, ale jejich populace se zmenšovala a mísila. Na konci Třetího věku již žili tito lidé zřejmě jen na mysu Andrast.

## Třetí rod Edain
Byl ze všech rodů nejpočetnější. Lidé ze Třetího rodu byli zlatovlasí a modroocí, a nejvíce připomínali Vanyar. Byli dobrými válečníky, a byli věrní Fingolfinovu rodu. Jejich vládcové pocházeli z Marachova rodu. 
Hadorův rod přišel do Ossiriandu, ale protože jich bylo mnoho, loudali se podobně jako Teleri. Zelení elfové se jich báli, a požádali Finroda, aby je odvedl. Třetí rod se po čase usadil v Dor-lóminu a byli věrní spojenci elfů z Hithlumu. Nejvíce se však vyznamenali v bitvě Nirnaeth Arnoediad, kde střežili odchod Gondolinských, a všichni až na Húrina byli pobiti. Za to, že se mu Húrin vysmál do tváře, Morgoth nenáviděl Třetí rod a obzvlášť Húrinův rod (viz Narn i Hîn Húrin). 
Na konci Prvního věku Slunce odpluli na Númenor, a jejich královská linie zůstala králi Númenoru. Zde se smísili s Prvním rodem a většina jich zemřela při Pádu Númenoru. Většina Černých Númenorejců pravděpodobně pocházela z Třetího rodu, ale ti byli silně zkříženi s Haradskými.
„Protohadorovci“ žili především v Rhovanionu. Sem se řadí lidé z Dolu a Esgarothu, králové Rhovanionu (s nimiž se spříznili gondorští králové), Meddědovci, Éothéod a Rohirové z Rohanu. 